# Acipenser dabryanus
O Acipenser dabryanus (esturjão-do-yangtzé ou esturjão-de-dabry) é uma espécie de peixe da família Acipenseridae. Este é um esturjão relativamente pequeno, que chega a 130 centímetros de comprimento e alcança um peso de 16 quilogramas, e que atualmente é encontrado apenas na bacia superior do Rio Yangtzé, na província de Sichuan, na China. A população nativa desta espécie no Yangtzé sofreu uma redução drástica nas duas últimas décadas devido à pesca excessiva, à poluição e à perda de habitat, especialmente desde a construção da Represa de Gezhouba, que praticamente provocou a extinção deste peixe em uma grande área do rio e contribuiu para que ele passasse a ser classificado como em perigo crítico, e possivelmente Extinto na natureza. Acredita-se que esta espécie só sobrevive em ambientes naturais devido à reposição artificial de filhotes.